# По (город)
По (фр. Pau [po], окс. Pau [paw], баск. Paue) — город и коммуна на юго-западе Франции, административный центр (префектура) департамента Атлантические Пиренеи региона Новая Аквитания. В прошлом — главный город исторической области Беарн.
Поскольку город расположен у самого подножия Пиренеев, отсюда открываются прекрасные обзорные виды на горный массив, в особенности с центрального бульвара Пиренеев. Эти уникальные панорамные виды вдохновили писателя Ламартина сказать, что в По «самый красивый земной пейзаж, как в Неаполе самые красивые морские виды». Поблизости находится множество горных климатических курортов и лыжных баз. Со второй половины XIX века По является популярным местом отдыха англичан.
Братья Райт устроили в По свою первую авиашколу, и до 1914 года город был мировой столицей авиации; здесь обучались знаменитые асы Первой мировой войны.
По является единственным европейским городом, где родились два основателя королевских династий, правящих в трёх государствах и поныне, — Генрих IV (Испанские Бурбоны и Пармские Бурбоны) и Карл XIV Юхан (Бернадоты).

## География
По расположен на краю плато, возвышающегося на 40 метров над ручьём По, спускающимся со склонов Пиренеев. С главной улицы города — бульвара Пиренеев — открывается вид на заснеженные горные вершины. На эмблеме города изображена знаменитая вершина Пик-дю-Миди-д'Оссо.
Город По находится немногим более чем в 120 километрах от Атлантического океана; ближайшие пляжи расположены в Ондре (125 км) и в Тарносе (124 км). Пятьдесят километров отделяет По от Пиренеев.
По расположен в 195 км от Бордо и Тулузы, в 40 км от Тарба и Лурда, в 31 км от Олорона, в 41 км от Ортеза и в 25 км от Лака. Агломерация Байонна-Англет-Биарриц находится на расстоянии 110 километров.

### Климат
| Показатель                    | Янв. | Фев. | Март | Апр. | Май  | Июнь | Июль | Авг. | Сен. | Окт. | Нояб. | Дек. | Год  |
| ----------------------------- | ---- | ---- | ---- | ---- | ---- | ---- | ---- | ---- | ---- | ---- | ----- | ---- | ---- |
| Средний суточный максимум, °C | 11,0 | 12,2 | 15,2 | 16,9 | 20,6 | 23,6 | 25,8 | 26,0 | 23,8 | 19,9 | 14,3  | 11,6 | 18,4 |
| Средняя температура, °C       | 6,6  | 7,4  | 10,0 | 11,9 | 15,7 | 18,8 | 20,7 | 20,7 | 18,2 | 14,8 | 9,8   | 7,2  | 13,5 |
| Средний суточный минимум, °C  | 2,1  | 2,5  | 4,8  | 6,9  | 10,7 | 13,8 | 15,6 | 15,5 | 12,6 | 9,6  | 5,3   | 2,8  | 8,6  |
| Норма осадков, мм             | 94   | 83   | 85   | 112  | 98   | 77   | 56   | 67   | 78   | 99   | 116   | 98   | 1063 |
| Источник: Meteo Climat        |      |      |      |      |      |      |      |      |      |      |       |      |      |

## История

По на карте исторической области Гаскони

Самые ранние следы проживания человека, найденные на месте, где сейчас расположен город, датируются X веком. Вероятно на этом месте находились несколько лачуг или скромные охотничьи домики, но не долговременное поселение.
Город построили в весьма необычном месте. Здесь с Пиренейских склонов спускается река Гав-де-По, которую было очень трудно преодолеть, и на участке 50 километров имелось только три брода: первый брод находился восточнее, возле Нэ, второй брод был западнее, возле Ортеза, и третий находился в По, занимая стратегическое срединное положение. Над этим бродом возвышается вершина высотой около 80 метров. Таким образом, это место идеально подходило для контроля за переходящими Пиренеи, и к 1000 году здесь построили небольшой наблюдательный пост, ограждённый простой изгородью.
Поселение образовалось примерно во второй половине XI — начале XII века; более точная дата не известна. К XII веку этот форт укрепили и вокруг построили несколько домов, образовав небольшой хутор. Сеньоры Беарна наделили новое поселение статусом багарии (маленький административный округ в Средние века) и оно постепенно расширялось. На беарнском наречии палисад назывался Paü, откуда по мнению историков произошло название города.
В XIII веке По получил статус кастельно, а виконты Беарна, признавая растущую важность поселения, назначили бальи. На северном берегу реки построили замок, на равном удалении от селения Лескар, где находилась кафедра епископов, и от Морлааса, в то время столицы виконтов Беарна. В этот период англичане обосновались на юго-западе, а владение Беарном перешло к могущественным графам Фуа. Графы Фуа, в зависимости от конъюнктуры момента, были лояльны то английскому королю, то французскому королевству.
Наследник графов де Фуа Гастон Феб, ставший одной из первых культовых личностей Беарна, жестко придерживался принципа независимости своих земель. Он озаботился строительством множества укреплений в Беарне, в частности, укрепив замок По, где он сам и обосновался.
По имел стратегическую значимость, располагаясь в центре Беарна.

### XVI—XVIII века

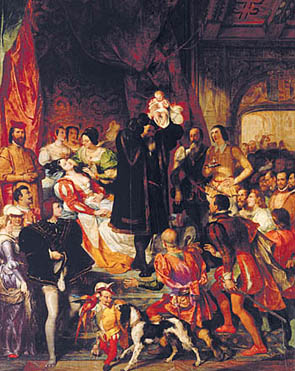
Рождение Генриха III Наваррского в замке По (картина Эжена Девериа; собрание Лувра)

В 1464 году граф Фуа и виконт Беарна Гастон IV после свадьбы с инфантой Элеонорой Арагонской перевёл свой двор из Ортеза в По. Таким образом, хронологически По стал четвёртой столицей Беарна, после Лескара, Морлааса и Ортеза. Город был наделён общинной хартией; на его территории устраивали ярмарки, а также созывали Штаты Беарна. По распоряжению Гастона IV куртины замка перестроили в жилые помещения.
В 1512 году По стал столицей королей Наварры, укрывшихся в северных Пиренеях; в 1520 году в городе стал собираться парламент (conseil souverain) и открыли счётную палату.
В 1527 году король Наварры и суверенный виконт Беарна Генрих II д’Альбре, взял в жёны Маргариту Ангулемскую, сестру короля Франции Франциска I. Под её наблюдением замок перестроили в стиле Возрождения и разбили великолепные сады.
В 1553 году его дочь Жанна д’Альбре, находясь в По, родила Генриха III Наваррского, по легенде, напевая беарнский кантик во славу Девы Марии, чтобы будущий Генрих IV не знал «ни страха, ни печали». Согласно другому преданию, уста будущего монарха окрестили вином из Журансона и чесноком.
В ходе религиозных войн войска короля Франции Карла IX заняли город, но в 1569 году королева Наварры Жанна д’Альбре смогла отвоевать его. По её указанию предводители католиков, пленённые в Ортезе, были убиты.
Сестра Генриха IV Екатерина де Бурбон управляла Беарном, живя здесь постоянно.
В 1619 году жители По подняли мятеж. Король Людовик XIII вступил в По и, захватив крепость Наваррен, 20 октября 1620 года издал эдикт по которому земли Беарна и Наварры включались в королевский домен; он преобразовал парламент Беарна в парламент Наварры, объединив суды По и Сен-Пале.
В 1649 году По обзавёлся новым поясом укреплений, а в 1722 году здесь открыли университет.
По стал административным центром департамента Нижние Пиренеи 14 октября 1790 года. В 1795 году этот статус был передан Олорону менее чем на год, и 5 марта 1796 года префектура департамента окончательно закрепилась в По.

### XIX век

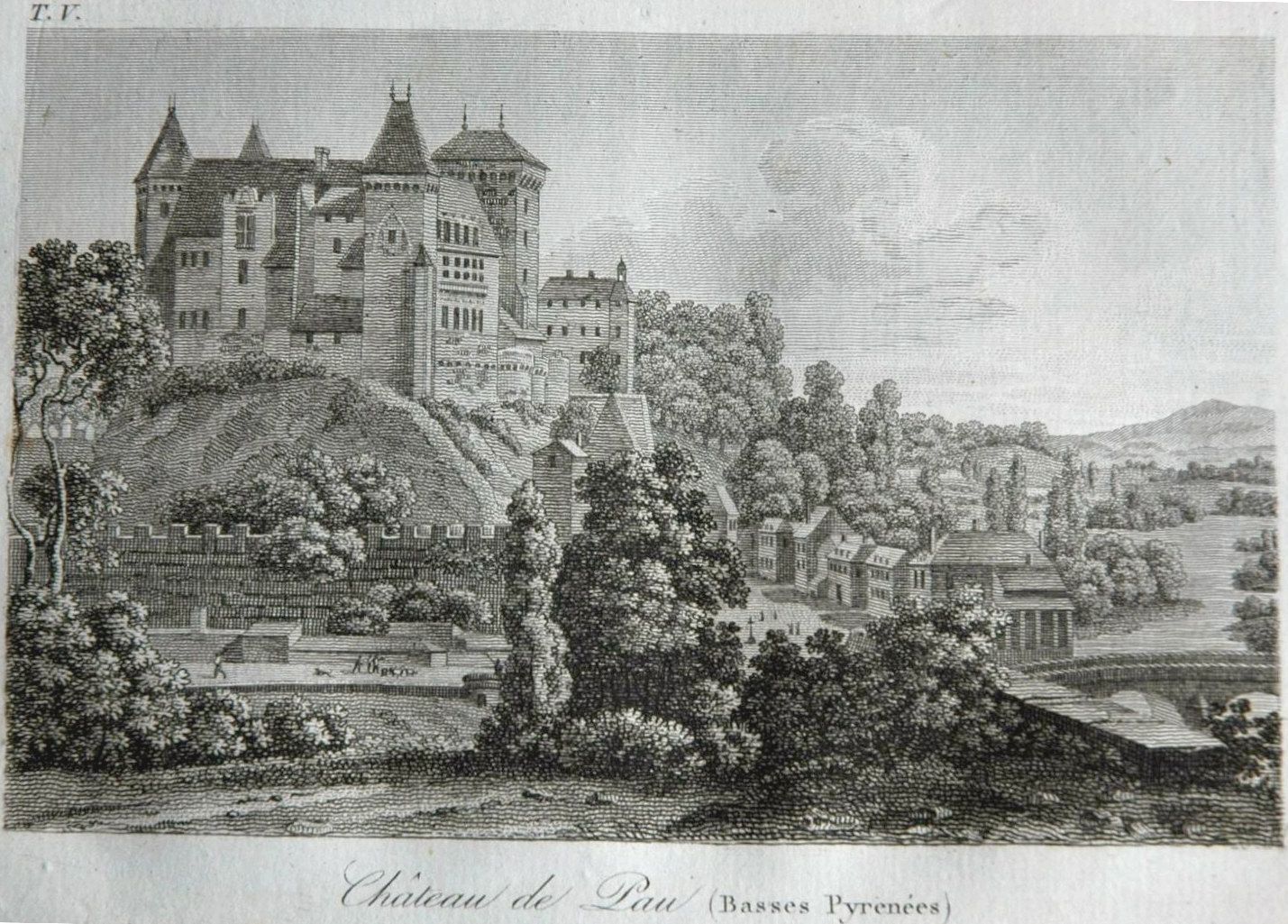
Замок Генриха IV в По на гравюре 1834 года

Император Наполеон I заботился о сохранении замка, на время сделав из него тюрьму. В 1838 году Луи-Филипп I распорядился провести восстановительные работы, подчеркнув черты Средневековья и Ренессанса. В эпоху Наполеона III в замке добавили две башни, окаймлявшие ложный вход на западе.
После эпохи Июльской монархии, начиная с 1830 и вплоть до 1914 года, По стал широко известным в западной Европе климатическим и спортивным курортом. В 1842 году шотландский врач Александр Тейлор (1802—1879) стал рекомендовать своим пациентам зимнее лечение в По. Благодаря его стараниям По стал очень популярным среди англичан местом отдыха. По переписи 1876 года в По насчитывалось 28908 жителей. Здесь обосновались англичане, в распоряжении которых была первая на континенте площадка для гольфа, охота на лис (Pau fox hunt) и бега на ипподроме в Пон-Лонг. Начиная с 1870-х годов Южный бульвар в городе поэтапно удлиняли, получив в итоге современный бульвар Пиренеев, где построили роскошный Зимний Дворец, имевший пальмовую оранжерею, а также роскошные отели.
Начиная с 1894 года в По была введена в эксплуатацию трамвайная сеть на конной тяге. Спустя несколько лет конную тягу заменили на электрическую. Эта сеть, проработавшая до 1931 года, имела три маршрута общей длиной в 7 километров. Жители города также пользовались сетью трамваев на паровом ходу, главный вокзал которой находился на площади place de la République. Эта сеть из трёх маршрутов также прекратила своё существование в декабре 1931 года.

### XX век

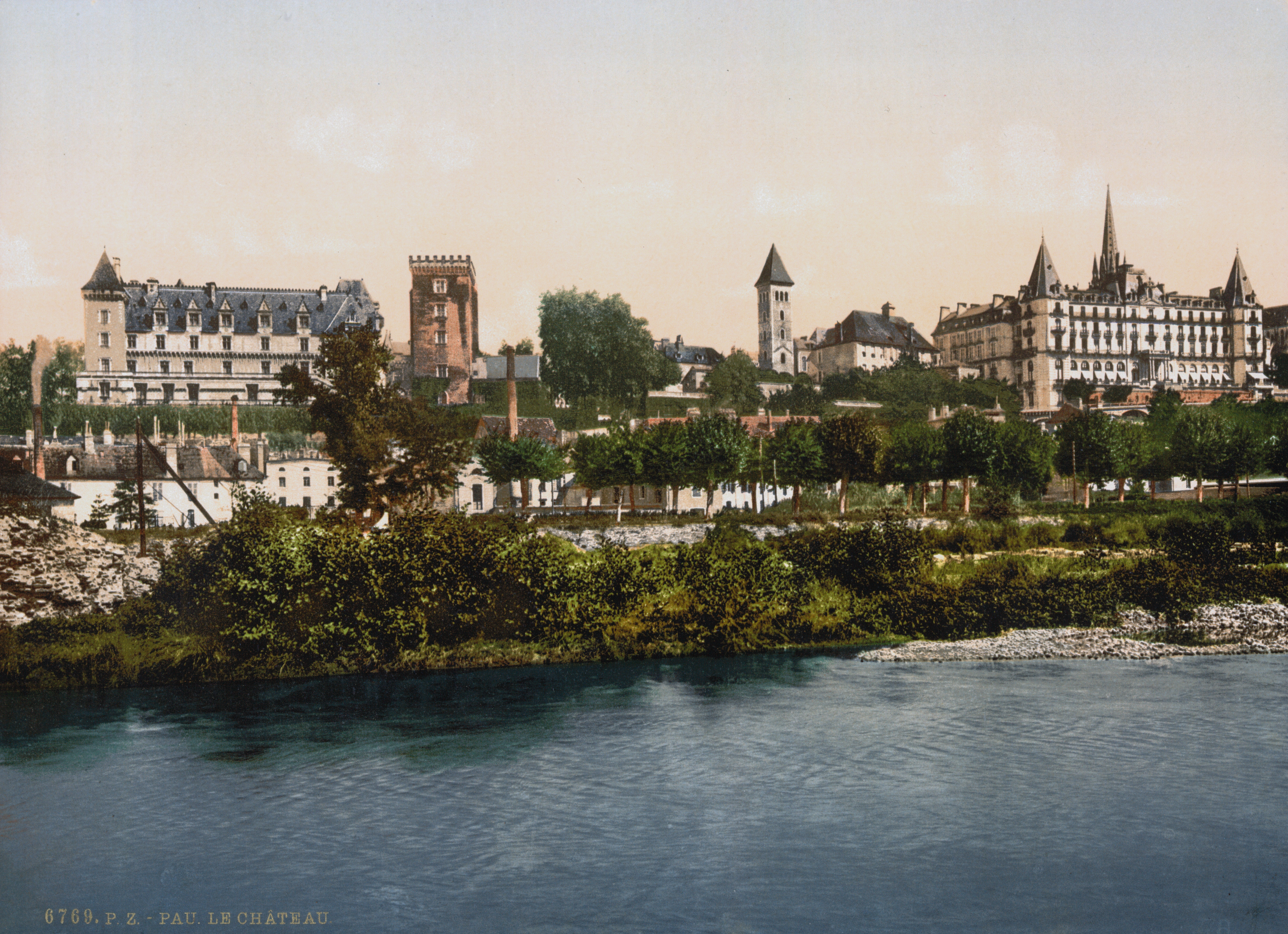
По на заре XX столетия

Первые полёты на воздушном шаре имели место в По в 1844 году, а первые полёты на самолётах были начаты в 1909 году, когда братья Райт перевели в По свою первую авиашколу, первоначально открытую в Ле-Мане (департамент Сарта), в которой они обязались обучить трёх французских пилотов. В По до 1914 года побывали все 7 мировых авиаконструкторов и город стал мировой столицей авиации. В По открыли военную авиашколу, где учились асы Первой мировой войны, а затем и училище истребительной авиации Франции. Здесь летали французы Луи Блерио, Тено, Симон, Поль Кодо, Жорж Белленжер, Ролан Гаррос, Жюль Ведрин, Шарль Нунгессер, Жорж Гинемер, а также американцы Рауль Лафбери, Чапман, братья Принс, Макконнел и другие.
C 1901 года в пригородах По ежегодно проводятся автогонки. А начиная с 1933 года устраивается Гран-при По на кольцевой гоночной трассе, проложенной по улицам города.
Начиная с 1947 года, во время четырёх сроков работы мэра Луи Салленава, город По вступил в пору бурного развития. В 1957 году началась эксплуатация месторождения природного газа в Лаке, открытого в 1951 году, способствовавшего индустриальному развитию всего Беарна (основные работодатели: SNPA, EDF, Péchiney, Rhône-Poulenc и другие). За 20 лет численность населения По удвоилась. Благодаря расцвету экономики удалось реализовать крупные инфраструктурные проекты: построили образовательные учреждения, рассчитанные более чем на 100 классов, построили социальное жильё, построили аэропорт По-Пиренеи, построили выставочный центр, открыли Университет По и земель Адура, построили второй мост через Гав-де-По. Гибкий градостроительный план позволил существенно расширить городскую территорию в северном направлении. Очертания города мало изменились с конца 1960-х годов. Известность города в этот период существенно выросла благодаря различным международным конференциям и визитам глав государств, к примеру президента Франции Шарля де Голля в феврале 1959 года и первого секретаря ЦК КПСС Никиты Хрущёва в 1960 году.
Городская агломерация По-Пиренеи стала одной из первых во Франции, получивших волоконно-оптическую сеть, которая позволила обеспечить горожан и предприятия высокоскоростным интернетом.
Определённый ущерб историческому центру города был нанесён в ходе реконструкции Дворца Бомон и строительства нового торгового центра, прозванного «центр Боскета». В последнее время в По власти приступили к организации пешеходных зон в центре и модернизации автобусной сети. Начата реконструкция площади place Clemenceau (центральная площадь По), и реконструкция «дворца Пиренеев», нового торгового центра рядом с центральной площадью. Построен подземный паркинг для компенсации упразднённых 400 машиномест на улицах города.
По является единственным европейским городом, на территории которого родились два основателя королевских династий, правящих и в XXI веке: Генрих IV (Испанские Бурбоны) и Карл XIV Юхан (Бернадоты).

## Экономика
Город По является вторым экономическим центром региона Аквитания после Бордо. Являясь университетским городом, По обладает множеством промышленных и исследовательских центров, чья деятельность сосредоточена в отраслях нефтяной инженерии, нефтехимии и химии, пищевой промышленности, механизации, воздухоплавания и информатики.

### Туризм

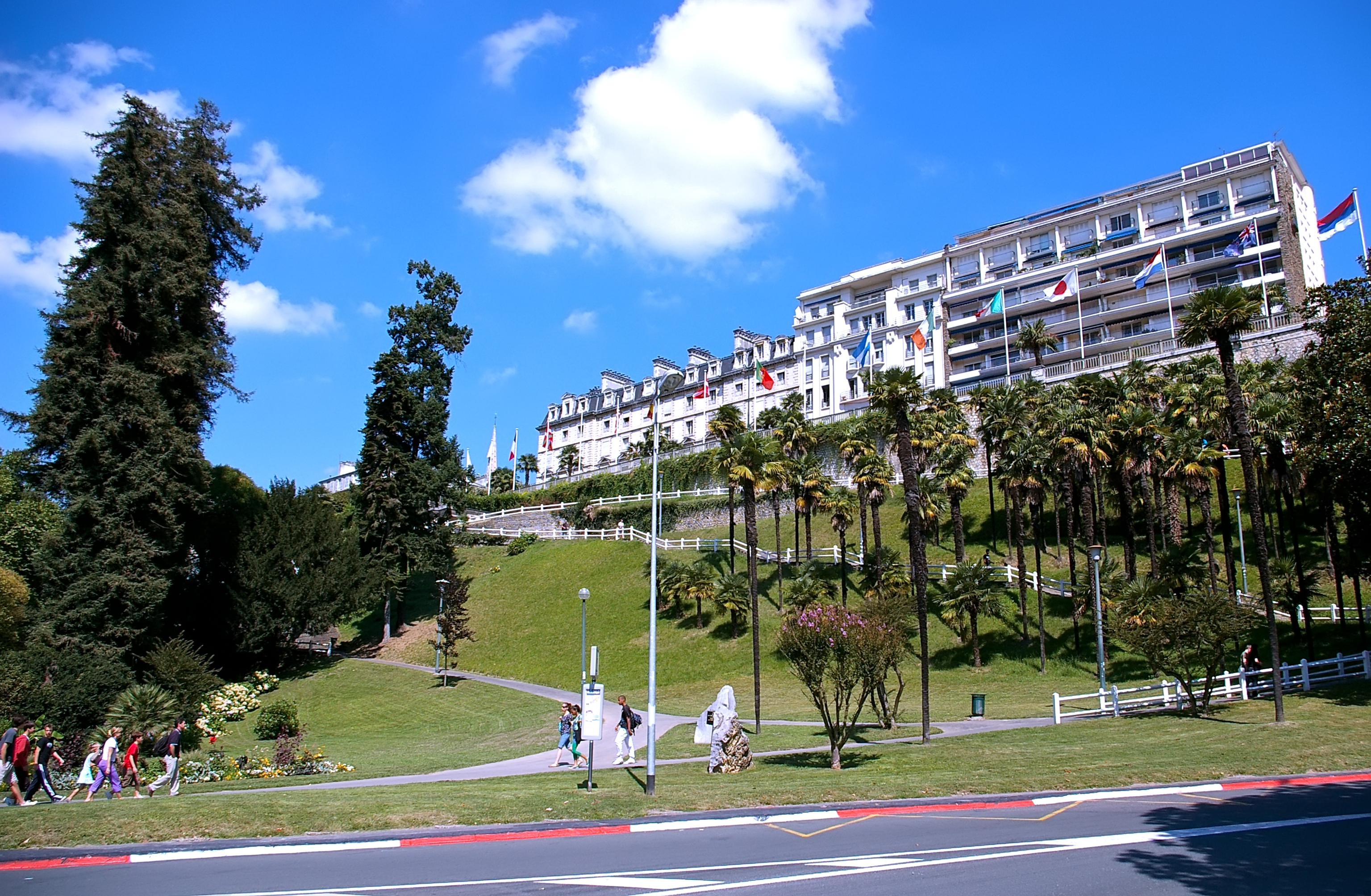
Королевские тропинки от вокзала в верхний город

Город По расположен приблизительно в 50 километрах от Пиренеев. По сути здесь находится место отдыха туристов, спустившихся с Пиренеев (пешие походы, восхождения, лыжные прогулки). Город также находится недалеко от французской части побережья басков и Серебряного берега (один час пути), где можно заниматься водными видами спорта (сёрфинг, дайвингом, парусным спортом).
По является «входными воротами» в 5 долин Беарна (Vallée d’Ossau, Vallée d’Aspe, Vallée de Barétous, Vallée de l’Ouzom и Vath-Vielha), которые привлекают любителей зимних видов спорта (горнолыжные базы Гуретт, Артуст, Ле Сомпор, Ла Пьер Сен-Мартен), бальнеологических курортов (О-Бонн, О-Шод) и природного туризма (сплав по рекам, культурный и гастрономический туризм).
Город расположен у самого подножия Пиренеев и отсюда открываются великолепные обзорные виды на горный массив, в особенности на знаменитом бульваре Пиренеев, проспекте длиной 1800 метров, устроенном в городе в период с 1872 по 1900 годы. Эта уникальная панорама вдохновила писателя Ламартина сказать, что в По «самый красивый земной пейзаж, как в Неаполе самые красивые морские виды».
В прошлом королевский город и столица Беарна, в наше время По является важным центром культурного туризма и деловым центром (конгрессы, коллоквиумы устраиваются во Дворце Бомон). Поскольку город с давних времён является климатическим курортом, в нём открыто казино.
Исторически город имеет очень тесные связи с Великобританией и, по-прежнему, множество англичан приезжают сюда на время отпусков. Именно англичанам По обязан первой площадкой для гольфа, созданной за пределами Шотландии. В городе много испанцев, а также португальцев и марокканцев (есть консульства Испании и Португалии). С каждым годом По посещает всё больше немцев и голландцев, которых привлекает сюда климат По и историческое наследие.

## Культура
Город является домом для многих фестивалей в течение года, в том числе:
- Международный кинофестиваль в По (проводится с 2010)[4]

### Музеи
- Национальный музей замка По был образован в 1929 году в стенах замка, где 13 декабря 1553 года родился будущий король Франции Генрих IV. Таким образом музей, расположенный в самом центре города, одновременно является подлинной средневековой крепостью, ренессансным дворцом, королевской резиденцией. Этот музей является одним из самых посещаемых среди национальных музеев Франции (в среднем 100 000 посетителей ежегодно). Посетители подолгу задерживаются около огромного черепашьего панциря, пресловутой колыбели короля Генриха IV. Хранители музея старались собрать в коллекции музея картины, предметы искусства и документы, относящиеся к эпохе Генриха IV. Интерьер музея имеет простое оформление в тёплых тонах; панельная обшивка стен оттеняется позолоченными филёнками, кессонными потолками и великолепными гобеленами. Столовая до сих пор удивляет посетителей большим обеденным столом, рассчитанным на 100 персон, а стены больших гостиных сплошь покрыты великолепными произведениями искусства.

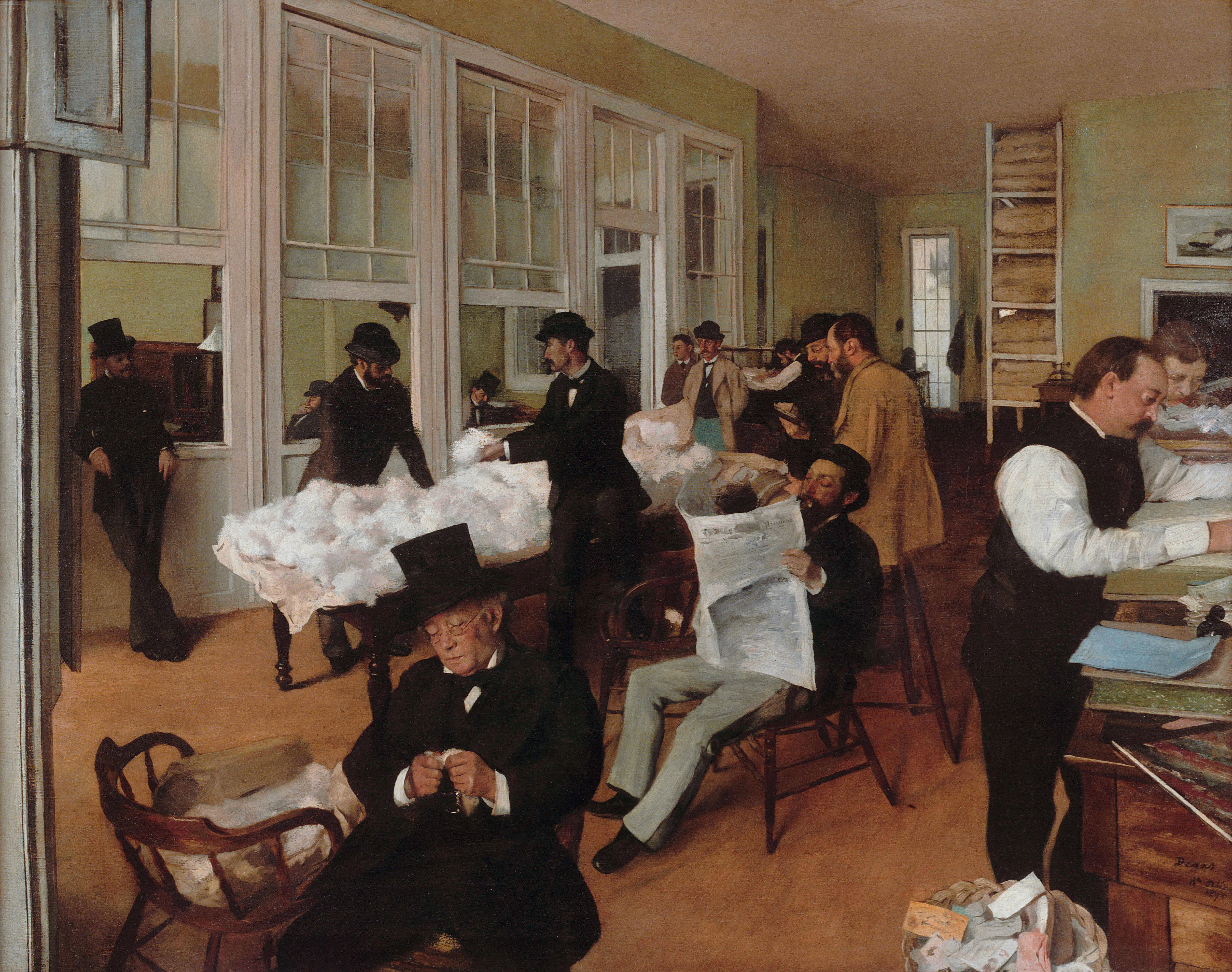
Эдгар Дега, Хлопковая контора Нового Орлеана, 1873, Художественный музей в По

- Беарнский музей по сути является краеведческим музеем земель Беарна, коллекции которого рассказывают о фауне, флоре, традиционных костюмах, предметах обстановки, местных ремёслах (производство беретов, комнатных туфлей и деревянных башмаков, ткачества и каменотёсов).
- Музей Бернадот находится в скромном доме бочара, где на свет появился и вырос Жан Батист Жюль Бернадот, ставший маршалом Франции, а затем королём Швеции в 1818 году, положив начало королевской династии этой страны. Здесь находится старинная беарнская кухня.
- Художественный музей По, открытый в 1864 году по инициативе Беарнского общества друзей искусств, изначально имел в своей коллекции 25 экспонатов. В 1872 году собрания музея дополнены коллекцией беарнского коллекционера Луи Лаказа. Это был первый музей, где в 1878 году представили шедевр Дега Хлопковая контора Нового Орлеана. Сейчас в коллекции музея собраны произведения искусства XV—XX веков, в которой есть полотна английской, испанской, фламандской, голландской, итальянской и французской школ живописи: Брейгель Старший, Эдгар Дега, Эль Греко, Арман Гийомен, Якоб Йорданс, Андре Лот, Берта Моризо, Жан-Марк Натье, Хосе де Рибера, Рубенс, Ван Лоо, Франсиско де Сурбаран, а также местные мастера Эжен Девериа (1805—1865) и Виктор Гало (1828—1879). В музее имеется примечательная коллекция скульптурных работ XIX века, множество гравюр, относящихся к данному региону.
- Национальный музей парашютистов, расположенный в Лонсе, неподалёку от По.
- Во Дворце Бомон устроена постоянная экспозиция, посвящённая истории развития авиации в По.
- Музей Сопротивления и депортации расположен в центре парка Лоуренса.

## Культурное наследие
Объекты культурного достояния, которыми сейчас гордится По, были построены с XIV по XXI век; из них самым знаменитым является замок Генриха IV.

### Религиозные памятники

#### Католические церкви и часовни

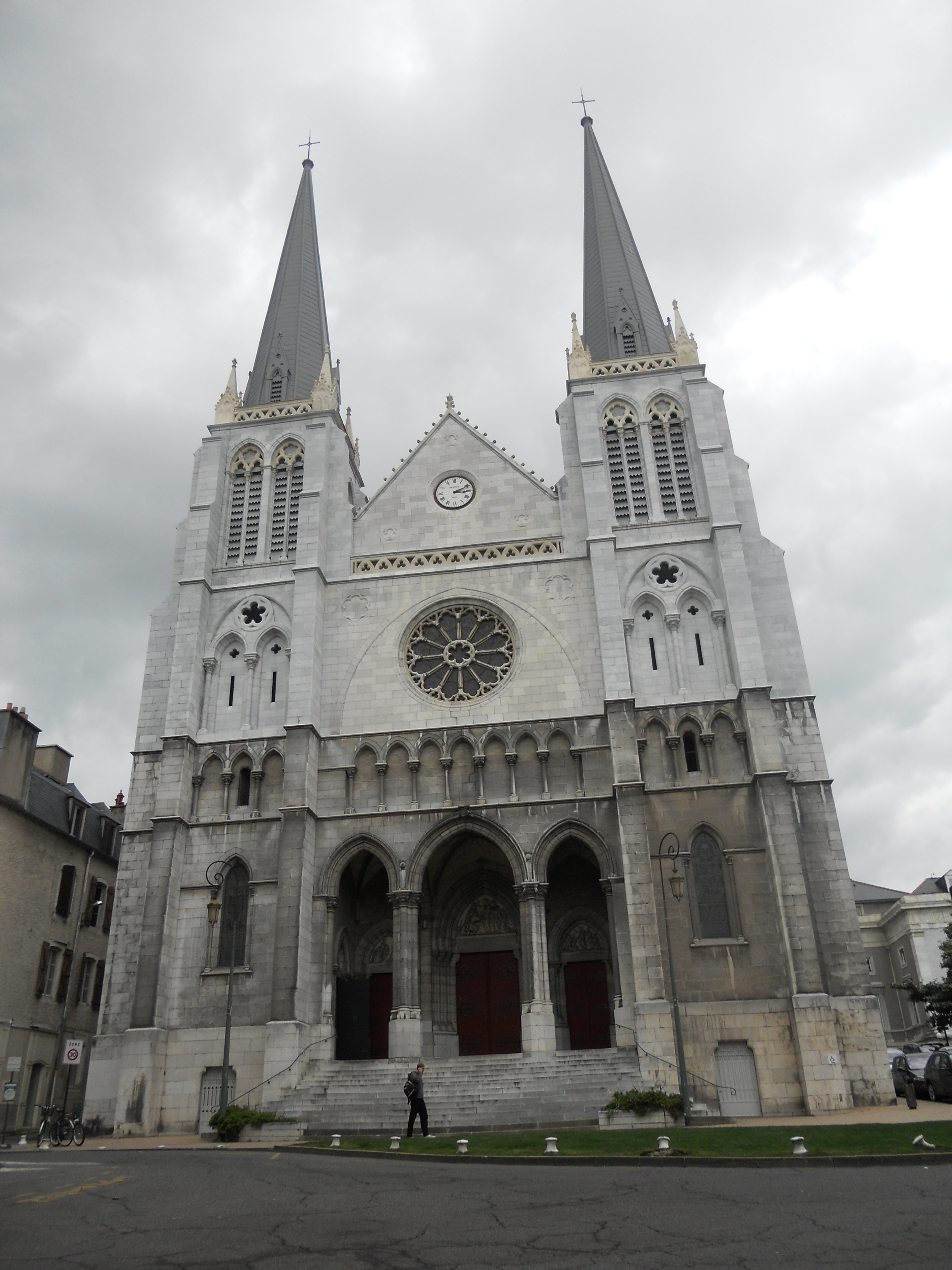
Церковь Сен-Жак с новыми куполами

- Церковь Сен-Мартен начали строить под влиянием неоготического стиля в 1860-х годах. Автоматический карильон церкви каждое воскресенье проигрывает ноты «Маленькой ночной серенады» и «Ах, мама, позвольте вам рассказать», написанные Моцартом.
- Церковь Сен-Жак, также имеющая неоготические мотивы, до недавнего времени удивляла зрителей двумя башнями без куполов. Она была построена в 1867 году на месте прежней часовни монастыря францисканцев.
- Увенчанная монументальной статуей Девы с младенцем, церковь Нотр-Дам де По была построена в первой половине XX века в стиле ар-деко, на месте другой старой церкви.
- Церковь Сен-Жозеф была возведена в 1935 году. Выполненная в нео-византийском стиле, она легко узнаваема по своим куполам и колокольне из железобетона высотой 50 метров.
- Церковь Сен-Пьер была построена в 1970 году архитектором, удостоенным Римской премии, Андре Ремонде. Большей частью покрытая шиферной плиткой, она гармонично сочетается с соседними железобетонными зданиями.
- Часовня Сен-Луи-де-Гонзага построена в составе комплекса коллежа иезуитов. Её сооружение начато в 1660-х годах, и закончено только в 1851 году.
- Часовня замка По, которую можно наблюдать от главного входа, прилегает к кирпичному донжону.

В городе также находятся русская православная церковь, мечеть и синагога.

### Гражданские памятники
- Замок По возвышается над рекой. Его две самые древние башни датируются XII веком. Четырёхугольный донжон был построен в XIV веке. Впоследствии крепость превратилась в ренессансный дворец по желанию Маргариты Ангулемской. Затем его реставрировали по указанию Луи-Филиппа и Наполеона III. Замок служил крепостью для виконтов Беарна, укреплённым замком Гастона III, колыбелью короля Генриха IV и королевской резиденцией в период Возрождения.
- Монетная башня обязана своим названием Генриху д’Альбре, который в 1554 году устроил здесь монетный двор. Прежде эта башня называлась «башней Мельницы», поскольку в XV веке здесь находилась мукомольня замка.
- Недалеко от замка расположен так называемый Парламент Наварры, который появился после включения Беарна Людовиком XIII в королевский домен Франции в 1620 году. Фактически парламент расположился в прежнем дворце правосудия, который построили в 1585 году на месте дома епископа де Лескар. Здание сгорело в 1716 году, после чего его построили заново. Сейчас здесь располагается Генеральный совет и проводятся все его заседания.
- В 2000 году был торжественно открыт Дом департамента, здание из бетона и стекла, в котором отражаются некоторые постройки бульвара Пиренеев. В этом здании размещены административные службы департамента.
- Действующий дворец правосудия был построен на территории прежнего монастыря францисканцев. Строительство этого величественного здания с колоннами, поддерживающими фронтон белого мрамора, было начато в 1847 году.
- Муниципальные службы города разместились в актуальном здании ратуши только в 1878 году. Это здание, расположенное севернее площади place Royale, прежде было театром, который построили в 1862 году. Именно таким прошлым объясняется статуя музы комедии Талии на фронтоне мэрии.
- Отель де Франс — роскошный отель-палас времён Прекрасной эпохи расположен на востоке площади place Royale; сейчас в его стенах размещены службы городской агломерации По—Пиренеи.
- Фуникулёр обеспечивает транспортную связь между железнодорожным вокзалом внизу и историческим центром города вверху. Он был пущен в эксплуатацию в 1908 году.
- Дворец Бомон, изначально называвшийся «Зимним дворцом», был построен в конце XIX века. В его облике смешано множество архитектурных стилей, его перестраивали много раз и реконструировали в 1996 году после 50 лет небытия. В нём расположено казино, конференц-центр, театр и проводятся различные временные мероприятия.
- Поскольку По всегда был приграничным городом, естественно что здесь построили казармы (с 1825 по 1875 год). Начиная с 1830 года в казармах Бернадот размещались два полка, а в наше время — национальный архив сухопутных войск Франции.
- Казармы носят имя Бернадота, унтер-офицера, родившегося в По, впоследствии наполеоновского генерала и короля Швеции под именем Карла XIV. Родной дом Бернадота, в котором сейчас естественно расположен его музей, посещает множество туристов из Швеции.
- Лицей Луи Барту размещён в стенах прежнего коллежа иезуитов, построенного по желанию короля Людовика XIII между 1622 и 1645 годами, для укрепления католицизма. В разные годы здесь учились Лотреамон, Луи Барту, Сен-Жон Перс, Пьер Бурдьё, Даниель Балавуан, Анри Эммануэлли.

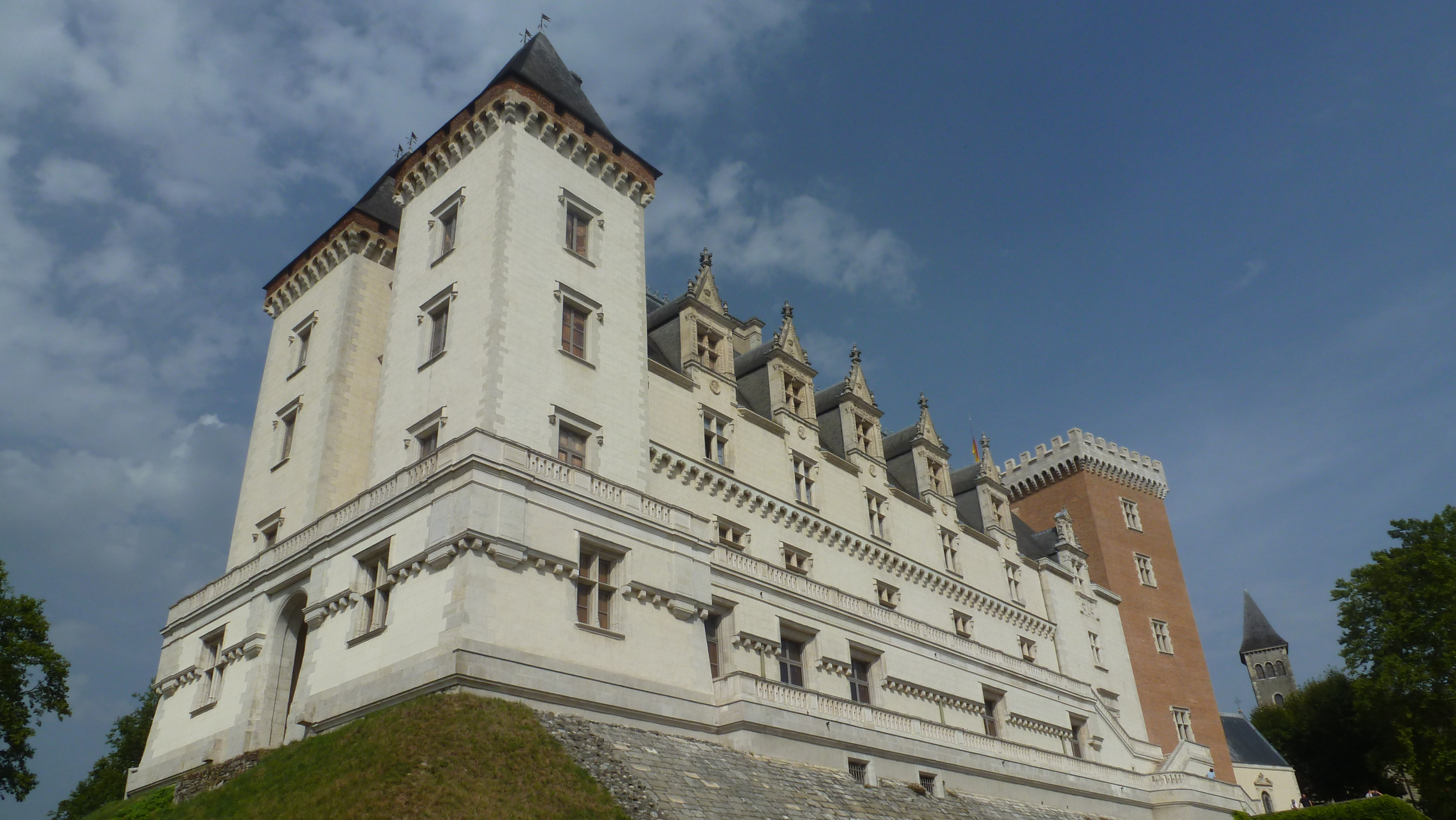
Замок в По
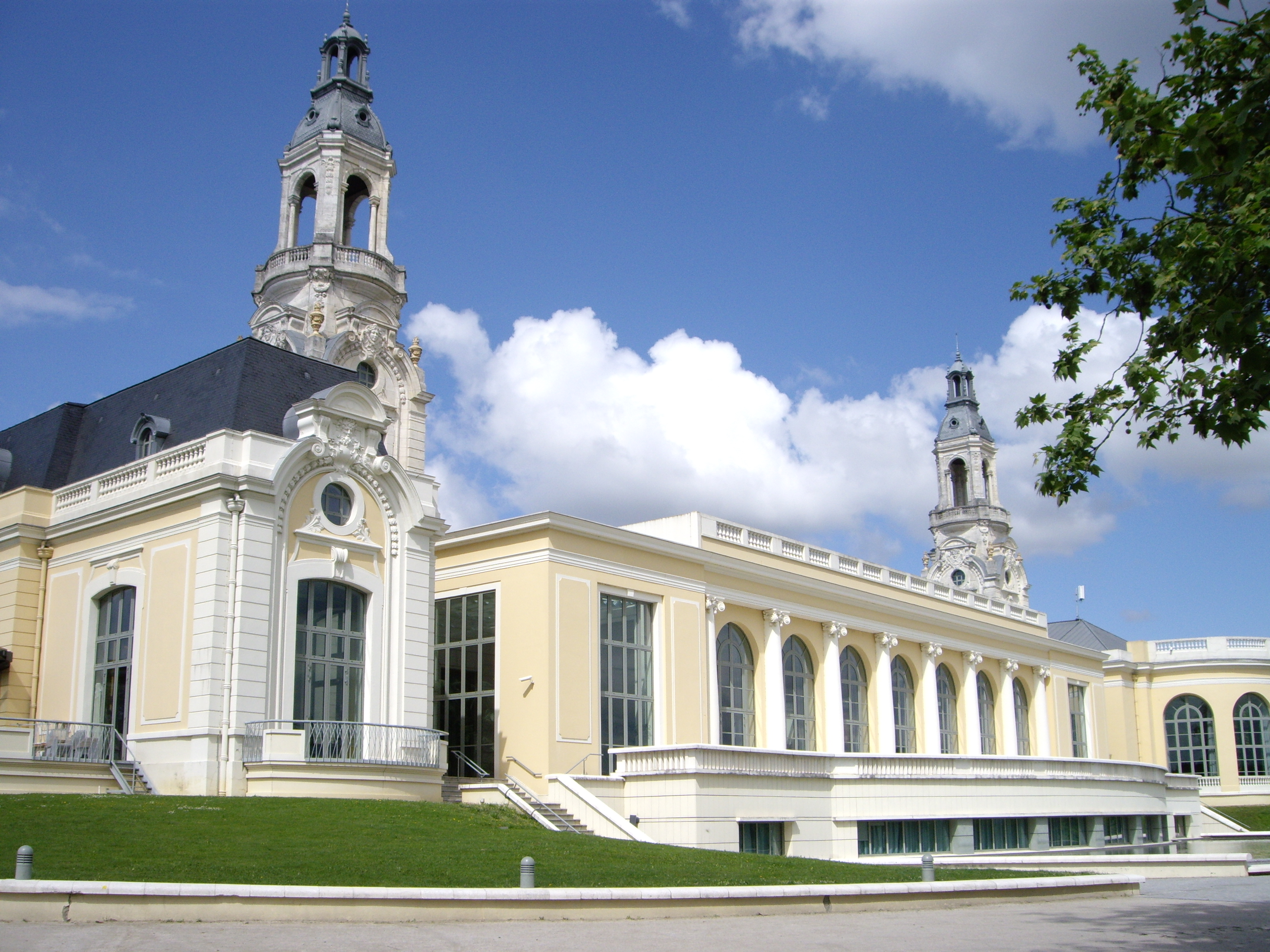
Дворец Бомон
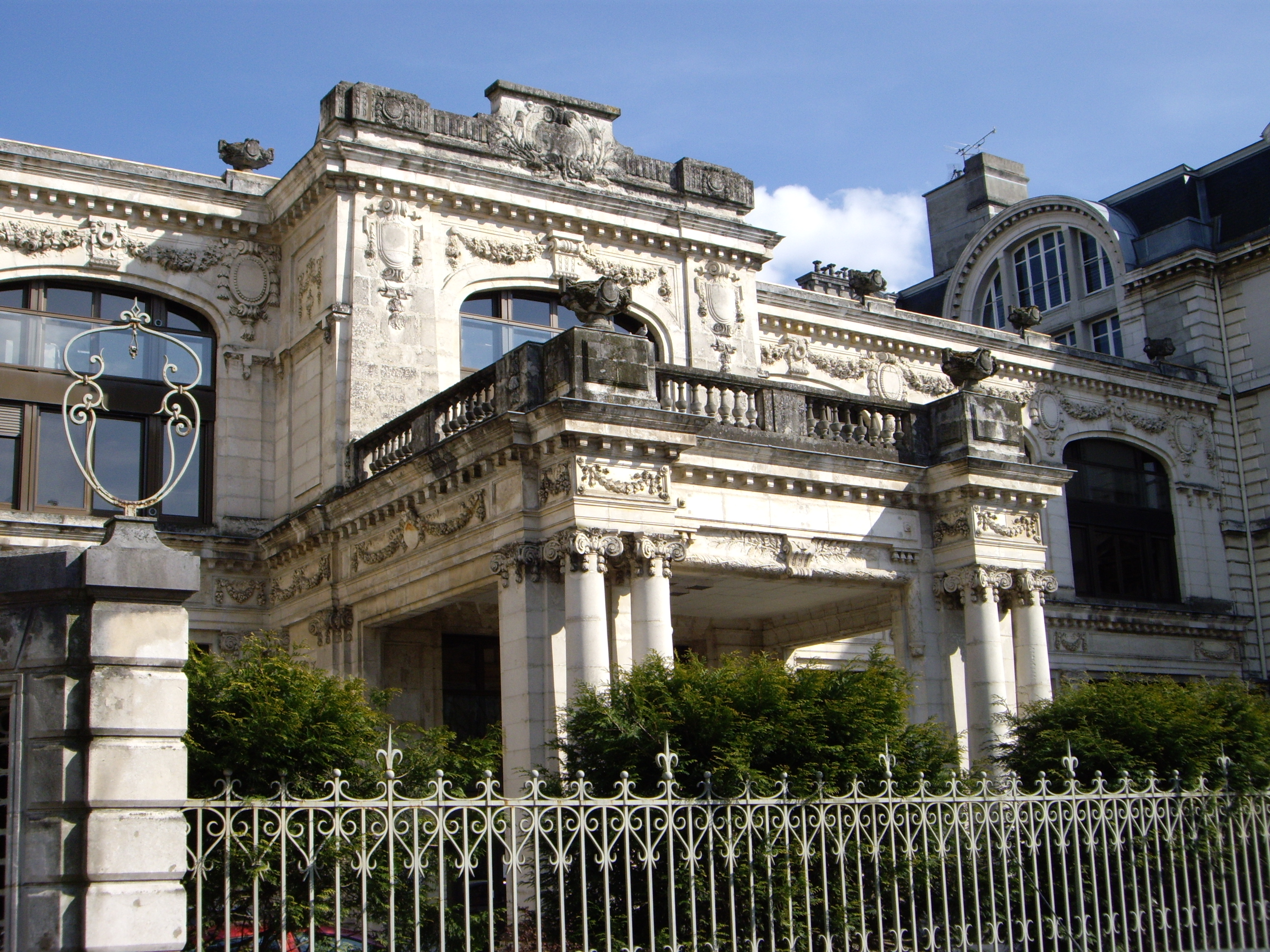
Отель-де-Франс
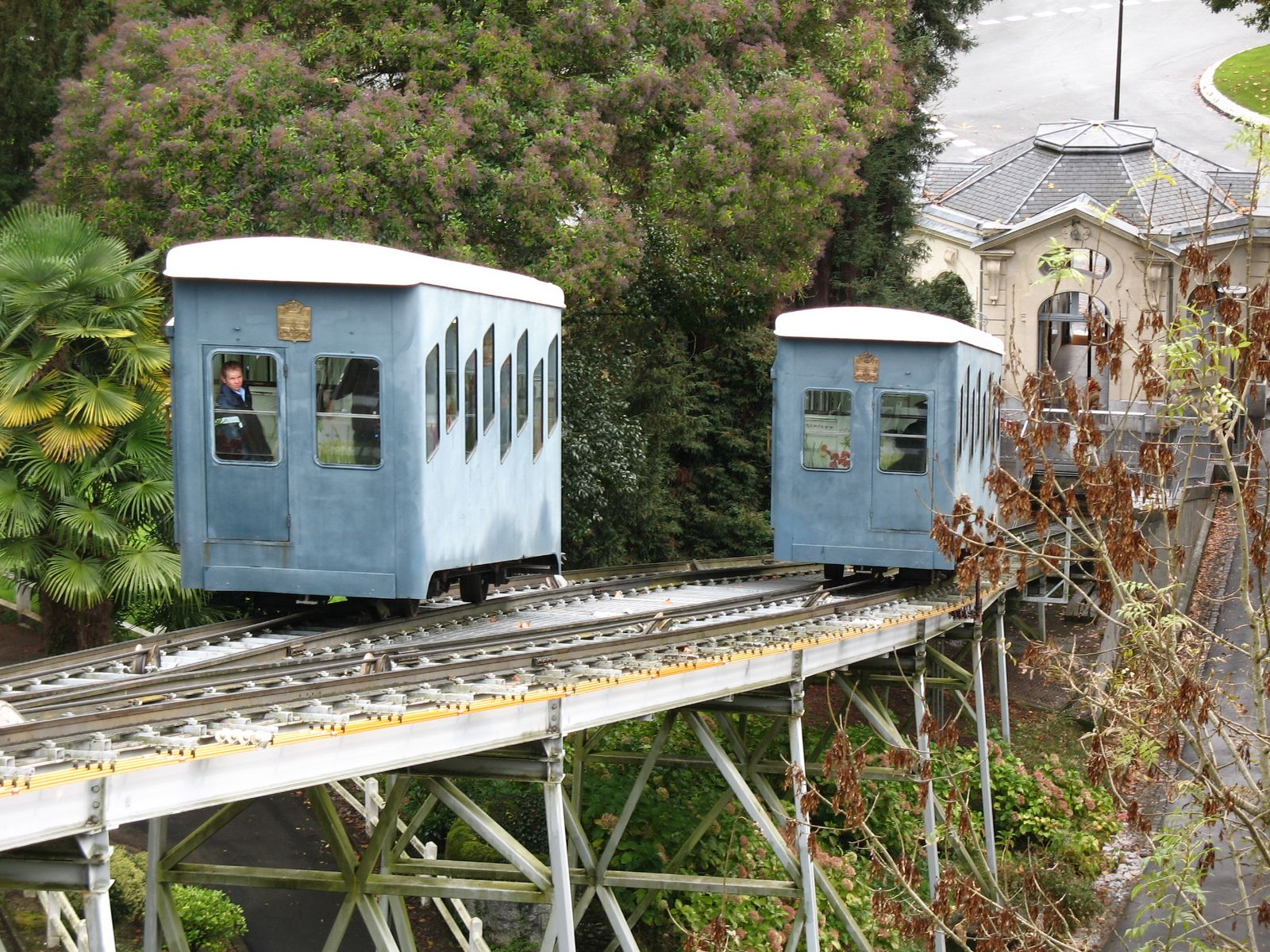
Фуникулёр в По

### Бульвар Пиренеев
Бульвар Пиренеев был образован в По по задумке Наполеона I; он начинается от площади Place Royale и имеет длину 1800 метров. Отсюда открывается великолепный панорамный вид на пиренейские вершины от пика Ани (2504 метра) до пика Миди-де-Бигор (2865 метров), где расположена всемирно известная астрономическая обсерватория (ею пользовалось НАСА при подготовке полётов по программе Аполлон), между которыми видны пик Миди-д’Осо зубовидной формы (2884 метра), Пик-Балайту (3146 метров) и самая высокая вершина французских Пиренеев Виньмаль (3298 метров).

### Кварталы исторического центра

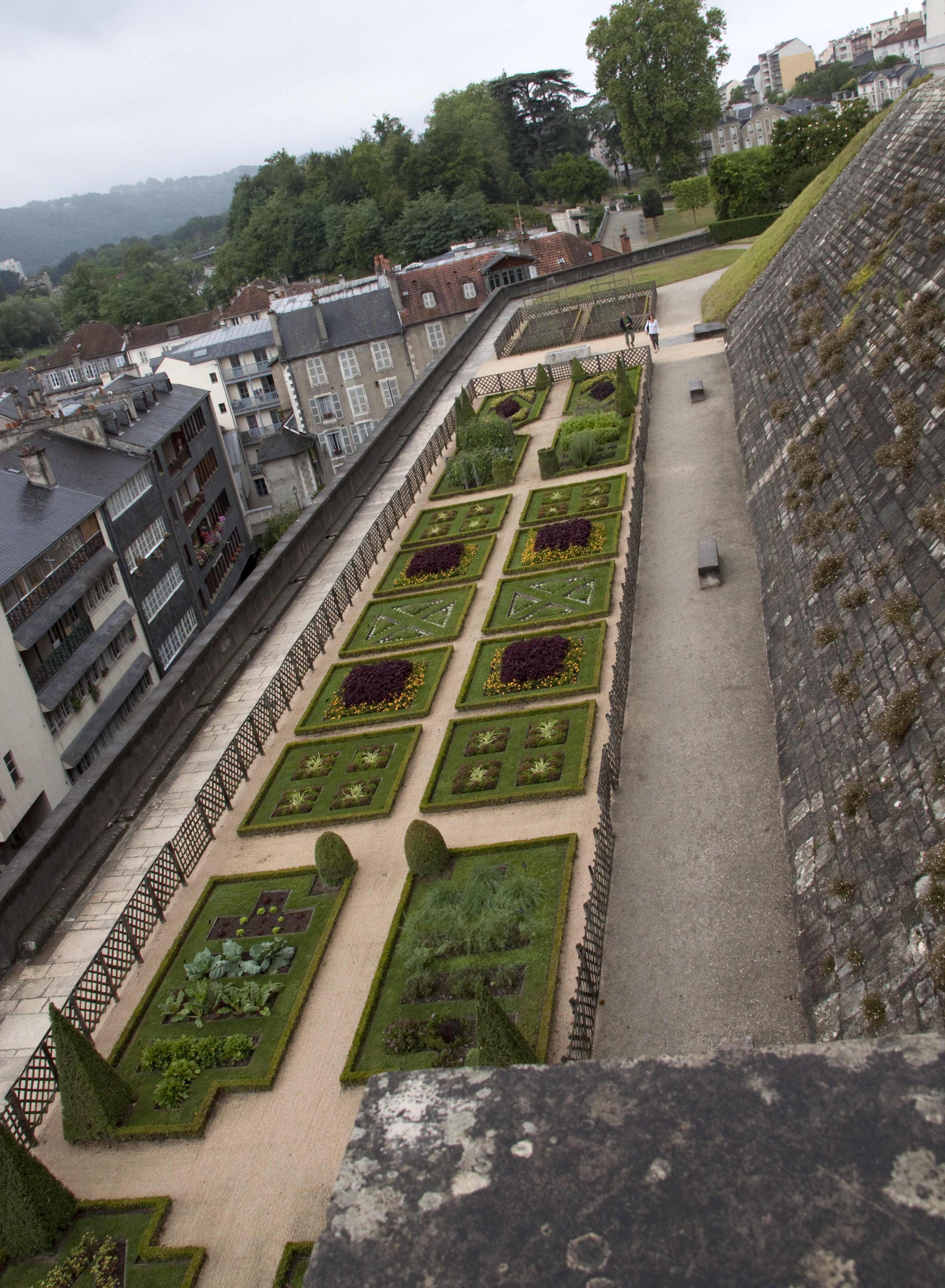
Сад замка По

- Квартал Château: исторический район По с тесными и старинными улочками, придающими кварталу средневековый облик. Здесь расположены особенно хорошие кафе и рестораны.
- Квартал Le Hédas: старинный народный квартал, в прежние времена популярный среди ремесленников; он располагается в историческом центре, в лощине, по которой протекает ручей.
- Квартал Trespoey: утопающий в зелени деревьев квартал, где в XIX веке построено множество вилл в английском стиле; прежде это был самый буржуазный и фешенебельный район города. Сейчас здесь расположены самые шикарные гостиницы По (Villa Navarre, Beaumont).

### Сады и парки
Более 750 га городской территории отведено под сады и парки. Можно перечислить самые примечательные зелёные участки города:
- Соединяющие нижний и верхний город Королевские тропинки (фр. Sentiers du Roy);
- Современный сад в Доме департамента, нижний город;
- Сады замка По;
- Парк Бомон, где имеется пруд, речка и водопад, множество цветочных композиций, крупный рокайль и розарий. На 12 гектарах парка, имеющего форму мяча для регби, высажено 110 разновидностей деревьев. Отдельные экземпляры примечательны своей высотой, другие — возрастом, а третьи — своей редкостью: болотный кипарис из Луизианы, хурма из Вирджинии, гигантская секвойя и другие.
- Парк Лоренса, где растут вековые деревья, находится в квартале английских вилл XIX века.

## Спорт

### Гран-при По
С 1933 в городе на регулярной основе проводится Гран-при По.

### Регби
Команда Сексьон Палуаз является трехкратным чемпионом Франции, в сезоне 2015—2016 выступает в Топ-14.

### Футбол
В городе базируется футбольная команда «По», которая с сезона 2020/21 выступает в Лиге 2.